# Nagydaróc
Nagydaróc (szlovákul: Veľké Dravce) község Szlovákiában, a Besztercebányai kerületben, a Losonci járásban.

## Fekvése
Losonctól 14 km-re keletre, a Szuha jobb partján fekszik.

## Története
A mai község területén már az újkőkorszakban is éltek emberek, a régészeti leletek tanúsága szerint a vonaldíszes kerámiák népe lakott ezen a vidéken.
Nagydaróc valószínűleg már a 13. században is létezett, nevét az 1332–1337. évi pápai tizedjegyzék említette először, tehát már ekkor egyházas hely volt. 1350-ben „Daroch”, 1385-ben „Dray” néven említették az oklevelekben. Neve a szláv eredetű magyar daróc (= nyúzó, prémvadász) szóból származik. A hagyományok szerint a 14. század elején Csák Máté birtokolta, később pedig a Daróczy családra szállt.
1548-ban Daróczy András, Gál, Albert és László, valamint Pinczy Péter, Nagy György és Török Antal birtokában volt. A vele szomszédos egykori Rónagarábot 1548-ban Bebek Ferenc tulajdonában találjuk. 1554 és 1593 között török megszállás alatt állt. 1598-ban Wyszary János birtokának írták.
1715-ben 7 magyar és 1 német, 1720-ban 8 magyar háztartást írtak össze a településen. 1754–1755-ben Kovács György, Pál, Ferenc és László birtokolta. 1770-ben gróf Koháry Ignácz és Jaan László, 1826-ban a Koháryakon kívül a Nagydaróczi Kovács család, továbbá Horkovics József és a Vattayak, a 20. század elején pedig Coburg Fülöp hercegnek és Horkovics Gyulának volt itt nagyobb birtoka.
Vályi András szerint „Nagy Darócz. Velke Dravce. Magyar falu Nógrád Vármegyében, földes Ura Gróf Koháry Uraság, és mások, lakosai katolikusok, fekszik Vilykének szomszédságában, mellynek filiája, Osgyántól fél, Fülektöl pedig egy mértföldnyire, határja jó termékenységű, fája elég, ’s vagyonnyainak középszerű voltához képest, második Osztálybéli.”
A községbeli két úrilak közül az egyiket 1821-ben Horkovics József építtette, a másikat 1865-ben Zmeskál Zsigmond hozatta létre. 1885-ben nagy tűzvész pusztított a településen. A határban bazaltot bányásztak. Lakói mezőgazdasággal, állattartással, főként lótenyésztéssel foglalkoztak.
Fényes Elek szerint „Nagy-Darócz, magyar falu, Nógrád vgyében, 753 kath. lak., igen jó határral, és kövér rétekkel. Többen birják. Ut. p. Zelene.”
Nagydaróchoz tartozott Dóra-major, Fülöpszállás-puszta és Zálogos-puszta is. Zálogos-puszta területe eredetileg Osgyánhoz tartozott, azonban a 16. század második felében a füleki török bég az osgyáni határból ezt a területet a nagydarócziak részére kihasította.
A trianoni békeszerződésig Nógrád vármegye Losonci járásához tartozott. Kőbányájában 1932-ben nagy munkássztrájk volt. 1938 és 1944 között újra Magyarország része.

## Népessége
| Év:            | 1994. | 2004.   | 2014.   | 2024.   |
| -------------- | ----- | ------- | ------- | ------- |
| Emberek száma: | 631   | 642     | 698     | 679     |
| Eltérés:       |       | +1,74 % | +8,72 % | -2,72 % |

| Év:            | 2023. | 2024.   |
| -------------- | ----- | ------- |
| Emberek száma: | 686   | 679     |
| Eltérés:       |       | -1,02 % |

1910-ben 957, túlnyomórészt magyar anyanyelvű lakosa volt.
2001-ben 621 lakosából 455 magyar és 145 szlovák volt.
2011-ben 688 lakosából 371 magyar, 196 szlovák és 66 cigány volt.
2021-ben 698 lakosából 340 (+26) magyar, 104 (+29) cigány, 208 (+12) szlovák, 4 (+2) egyéb és 42 ismeretlen nemzetiségű volt.

## Neves személyek
- Itt született 1929-ben Květa Fialová cseh színésznő.
- Itt szolgált Gallus Péter plébános, mánta költő.

## Nevezetességei

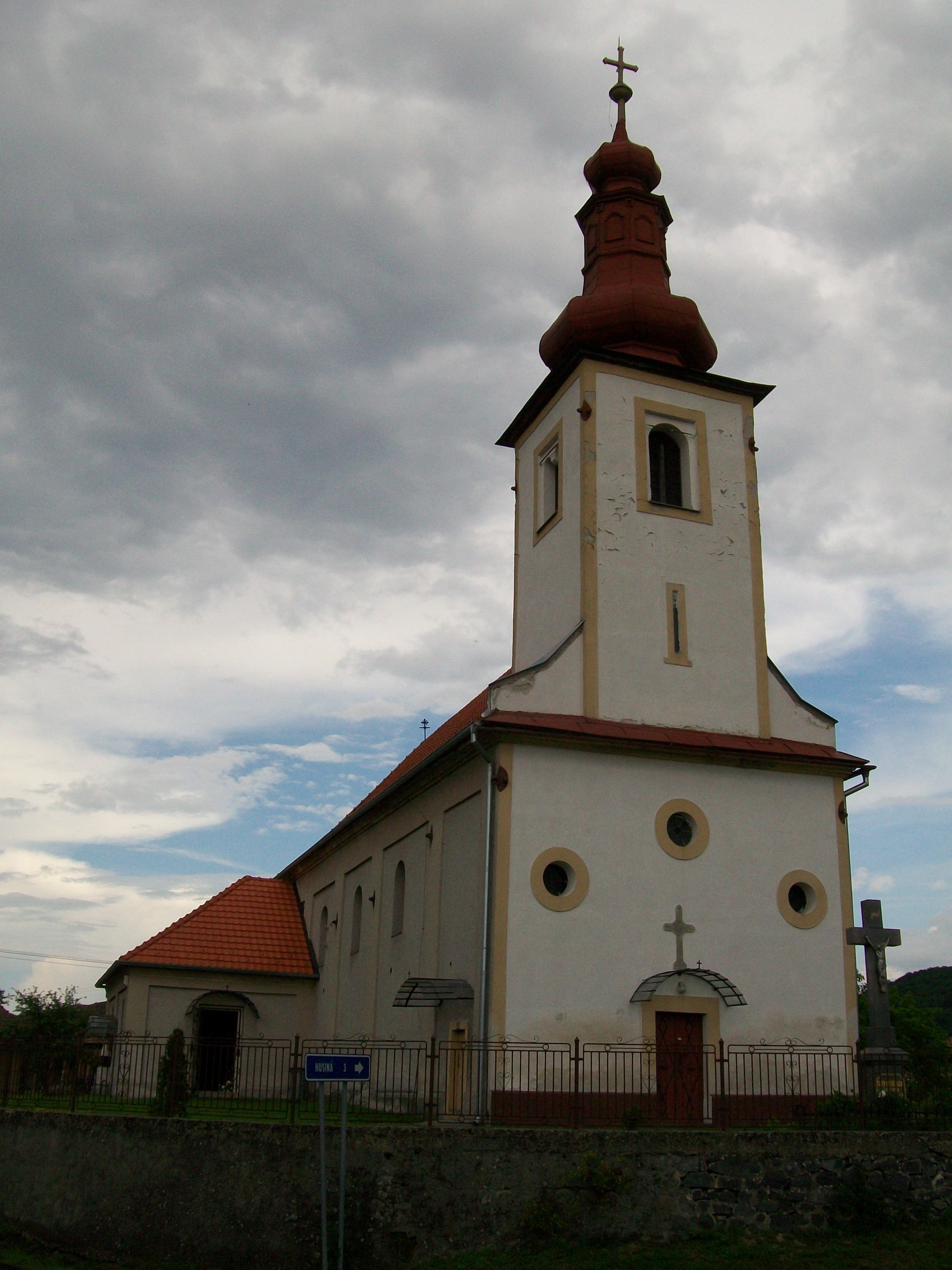
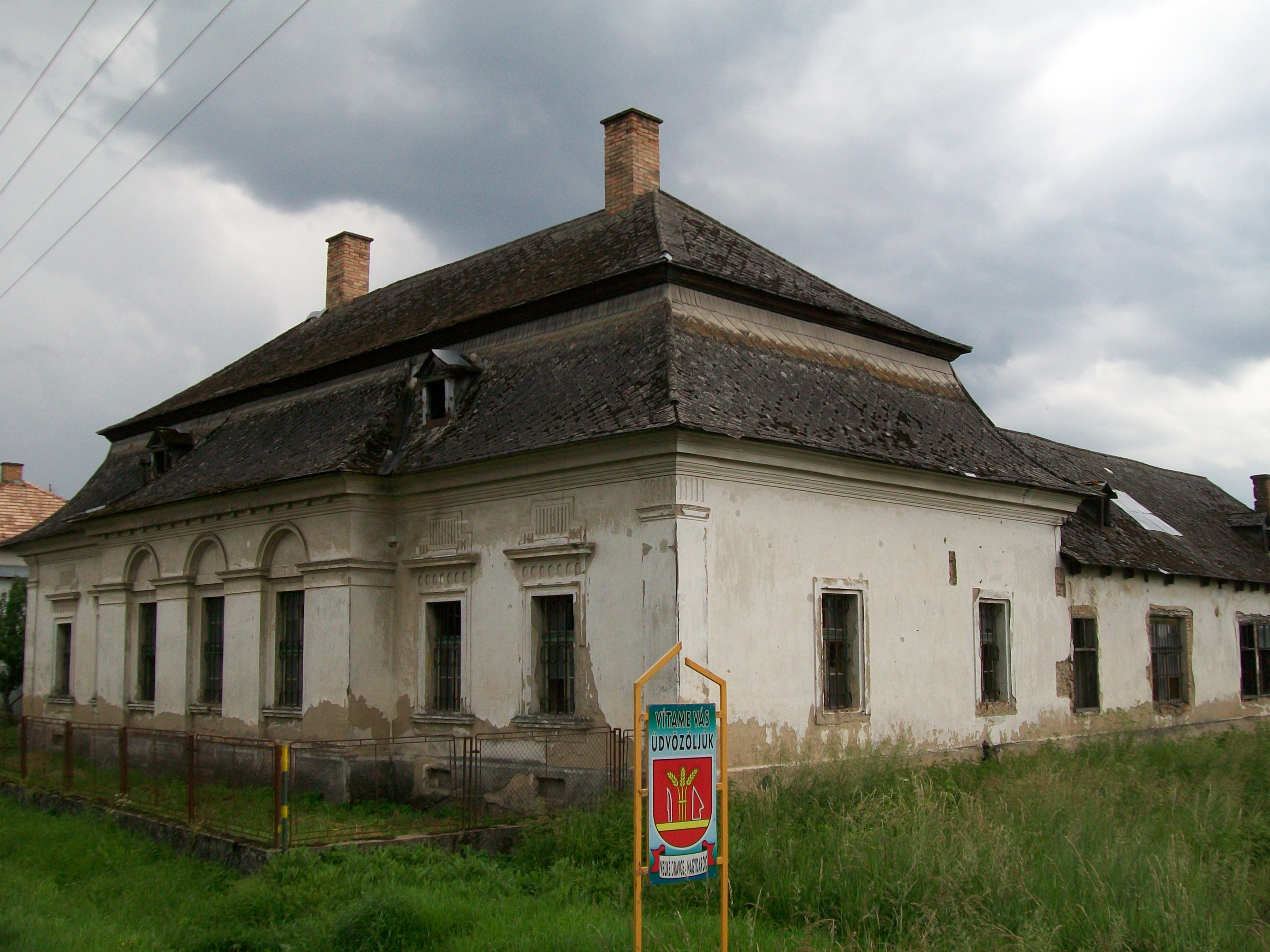
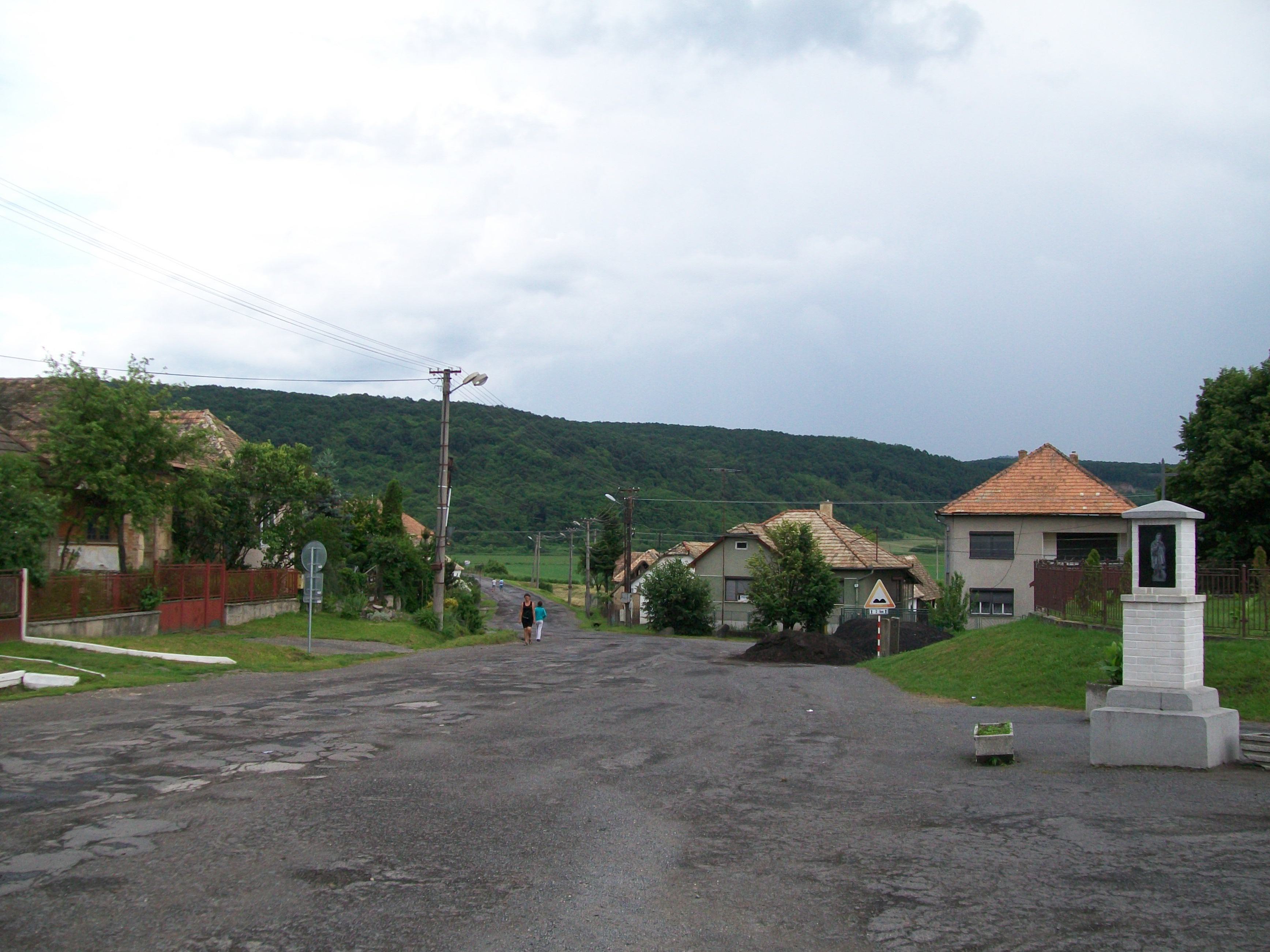

- A Szent Gallikánnak szentelt, barokk római katolikus temploma a 18. század elején épült. 1908-ban bővítették.